# Thizy-les-Bourg
Thizy-les-Bourg település Franciaországban, Rhône megyében. Lakosainak száma 5794 fő (2022. január 1.). Thizy-les-Bourg Combre, La Gresle, Montagny, Saint-Victor-sur-Rhins, Saint-Jean-la-Bussière, Cublize, Saint-Vincent-de-Reins és Cours községekkel határos.

## Népesség
A település népessége az elmúlt években az alábbi módon változott:
| Lakosok száma | 6377 | 6031 | 6027 | 6020 | 5944 | 5869 | 5794 |
|               | 2013 | 2017 | 2018 | 2019 | 2020 | 2021 | 2022 |